# Altzaga
Altzaga è un comune spagnolo di 159 abitanti situato nella comunità autonoma dei Paesi Baschi.